# Лейкленд (Міннесота)
Лейкленд (англ. Lakeland) — місто (англ. city) в США, в окрузі Вашингтон штату Міннесота. Населення — 1710 осіб (2020).

## Географія
Лейкленд розташований за координатами 44°57′56″ пн. ш. 92°46′21″ зх. д. / 44.96556° пн. ш. 92.77250° зх. д. (44.965441, -92.772627).  За даними Бюро перепису населення США в 2010 році місто мало площу 7,59 км², з яких 5,37 км² — суходіл та 2,22 км² — водойми.

## Демографія
Згідно з переписом 2010 року, у місті мешкало 1796 осіб у 681 домогосподарстві у складі 521 родини. Густота населення становила 237 осіб/км².  Було 728 помешкань (96/км²).
Расовий склад населення:
| - 97,2 % — білих - 1,1 % — азіатів - 0,3 % — чорних або афроамериканців - 0,2 % — корінних американців - 0,1 % — вихідців з тихоокеанських островів |

До двох чи більше рас належало 0,9 %. Частка іспаномовних становила 1,2 % від усіх жителів.
За віковим діапазоном населення розподілялося таким чином: 22,8 % — особи молодші 18 років, 65,9 % — особи у віці 18—64 років, 11,3 % — особи у віці 65 років та старші. Медіана віку мешканця становила 44,8 року. На 100 осіб жіночої статі у місті припадало 104,8 чоловіків;  на 100 жінок у віці від 18 років та старших — 101,2 чоловіків також старших 18 років.
Середній дохід на одне домашнє господарство  становив 94 276 доларів США (медіана — 84 464), а середній дохід на одну сім'ю — 102 139 доларів (медіана — 91 528). Медіана доходів становила 62 708 доларів для чоловіків та 47 885 доларів для жінок. За межею бідності перебувало 2,6 % осіб, у тому числі 1,1 % дітей у віці до 18 років та 5,4 % осіб у віці 65 років та старших.
Цивільне працевлаштоване населення становило 968 осіб. Основні галузі зайнятості: освіта, охорона здоров'я та соціальна допомога — 24,8 %, виробництво — 15,6 %, науковці, спеціалісти, менеджери — 11,7 %, роздрібна торгівля — 11,5 %.